# Línea de la Calle Nassau
La línea de la Calle Nassau es una línea de metro de la División B del metro de la ciudad de Nueva York. Es servida por los trenes de los servicio J, M t Z. 
La línea empieza en Manhattan y se converge para cruzar el Puente de Williamsburg y se convierte en la línea Jamaica en Brooklyn.
La línea es servida todo el tiempo por los trenes J, aunque en los fines de semana, las estaciones localizadas en el extremo sur permanecen cerradas. El tren M provee servicio los días de semana al norte de la Calle Chambers, mientras que en las horas pico, el tren M sirve a toda la línea cuando es extendida hacia Bensonhurst, Brooklyn. Además, el servicio Z provee servicios de horas pico en las vías más congestionadas.

## Historia
Después que la IRT original abriese, la ciudad empezó a planear a construir nuevas líneas. Dos de estas líneas fueron extensiones del sistema, hacia el centro de Brooklyn y Van Cortlandt Park, pero las otras dos, el Centre Street Loop Subway (o Brooklyn Loop Subway) y la Línea de la Cuarta Avenida (en Brooklyn) fueron separadas cuya construcción no ha tenido ningún progreso. La línea Street Loop, aprobada el 25 de enero de 1907 como una línea de cuatro vías (anteriormente propuesta como de dos vías), fue conectada con el Puente de Brooklyn, Puente de Manhattan y el Puente de Williamsburg vía la Calle Centre, Calle Canal y la Calle Delancey. Una extensión al sur del puente de Brooklyn bajo la Calle William hacia Wall Street fue también parte del plan, como parte de varias curvas hacia el río Hudson y una curva conectando los puentes de Brooklyn. Los contratos de la construcción para la línea principal en Manhattan fueron concedidos a principios de 1907, a pesar de que no había determinación por parte del operador una vez que la línea fuera asignada a una propuesta de un sistema tri-borough a principios de 1908 ya la Brooklyn Rapid Transit Company (BRT) en los contratos Dual, adoptados el 4 de marzo de 1913.

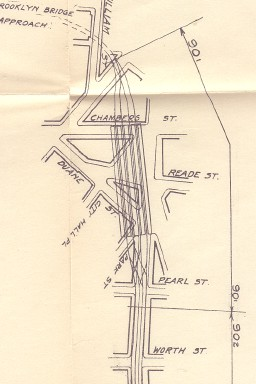
Plan de 1908 para la Calle Chambers y la conexión del puente de Brooklyn.

El 16 de septiembre de 1908 la BRT empezó a operar en una pequeña parte del metro, empezando desde el puente de Williamsburg bajo la Calle Delancey hacia la Calle Essex.La curva central de la Calle Centre fue abierto en la Calle Chambers (en el puente de Brooklyn) el 4 de agosto de 1913, with temporary operation at first on the two west tracks. Las vías sur en el puente de Manhattan, también pasando por la Calle Chambers, empezaron a operar el 22 de junio de 1915.[cita requerida]Una extensión al sur de la Calle Chambers hacia el túnel de la Calle Montague, conocida como Nassau Street Loop, no fue completada si no hasta el 30 de mayo de 1931.
Los planes para la Calle Chambers cambiaron varias veces durante su construcción, en la cual siempre se incluía una conexión que nunca fue completada hacia las vías del Puente de Brooklyn. Para 1910, sólo las dos vías occidentales salían al puente, y las otras dos vías orientales continuaron al sur hacia el túnel de la Calle Montague. Construida para la apertura de 1931 al sur de la Calle Chambers, las dos vías exteriores operaron al sur del túnel, mientras que las otras dos vías interiores continuaron hacia varias cuadras en un túnel más bajo para permitir que los trenes pudieran operar en reversa.
El 20 de marzo de 2004, los trenes con sentido norte empezaron a operar en las vías de la Segunda Avenida desde el oeste, y en la antigua plataforma en la Calle Canal y Bowery fueron clausuradas. La segunda vía desde el este fue removida.

## Lista de estaciones
| Leyenda de la estación de servicio                       | Leyenda de la estación de servicio                       |
| -------------------------------------------------------- | -------------------------------------------------------- |
| Hace paradas todo el tiempo                              | Paradas todo el tiempo                                   |
| Hace paradas todo el tiempo                              | Paradas todo el tiempo excepto a altas horas de la noche |
| Hace paradas sólo en la noche                            | Paradas sólo en la noche                                 |
| Hace paradas sólo los días de semana                     | Paradas en días de semana                                |
| Hace paradas sólo en horas pico                          | Paradas sólo en horas pico                               |
| Hace paradas en horas pico en direcciones congestionadas | Paradas horas pico o vías congestionadas                 |
| Detalles del periodo de tiempo                           |                                                          |

| Acceso para discapacitados | Estación                                                         | Servicios                                                        | Apertura                                                         | Transferencias y notas |
| Empieza como la línea Jamaica en el Puente Williamsburg (J M Z ) | Empieza como la línea Jamaica en el Puente Williamsburg (J M Z ) | Empieza como la línea Jamaica en el Puente Williamsburg (J M Z ) | Empieza como la línea Jamaica en el Puente Williamsburg (J M Z ) | Empieza como la línea Jamaica en el Puente Williamsburg (J M Z ) |
| --- | ---------------------------------------------------------------- | ---------------------------------------------------------------- | ---------------------------------------------------------------- | --- |
| | Calle Essex                                                      | J M Z                                                            | 16 de septiembre de 1908                                         | IND Sixth Avenue Line en la Calle Delancey (F ) |
| Las vías locales se dividen en la Conexión de la Calle Chrystie (M ) |                                                                  |                                                                  |                                                                  | |
| | Bowery                                                           | J Z                                                              | 4 de agosto de 1913[cita requerida]                              | |
| | Calle Canal                                                      | J Z                                                              | 4 de agosto de 1913[cita requerida]                              | línea Broadway en la Calle Canal (N Q R W ) línea de la Avenida Lexington en la Calle Canal (4 6 <6>)                                                                               |
| Antigua conexión al Puente de Manhattan |                                                                  |                                                                  |                                                                  | |
| | Calle Chambers                                                   | J Z                                                              | 4 de agosto de 1913                                              | línea de la Avenida Lexington en Brooklyn Bridge–City Hall (4 5 6 <6>) |
| | Calle Fulton                                                     | J Z                                                              | 30 de mayo de 1931[cita requerida]                               | línea de la Séptima Avenida y Broadway en la Calle Fulton (2 3 ) línea de la Avenida Lexington en la Calle Fulton (4 5 ) línea de la Octava Avenida en Broadway–Calle Nassau (A C ) |
| | Calle Broad                                                      | J Z                                                              | 30 de marzo de 1931[cita requerida]                              | |
| Converge con la línea Broadway y se convierte en la línea de la Cuarta Avenida que va al túnel de la Calle Montague (Servicio no regular desde la línea de la Calle Nassau; N R desde la línea Broadway) |                                                                  |                                                                  |                                                                  | |